# 索姆迪约
索姆迪约（法語：Sommedieue，法語發音：[sɔmdjø]）是法国默兹省的一个市镇，属于凡尔登区。

## 地理
索姆迪约（49°5'6"N, 5°27'48"E）面积33.63 平方千米，位于法国大東部大區默兹省，该省份为法国西北部内陆省份，北与比利时接壤，西接马恩省和阿登省，南至上马恩省和孚日省，东临默尔特-摩泽尔省。
与索姆迪约接壤的市镇（或旧市镇、城区）包括：凡尔登地区贝尔吕、沙蒂永苏莱科特、默兹河畔迪约、默兹河畔热尼库尔、欧丹维尔、欧迪奥蒙、瓦夫尔地区吕。

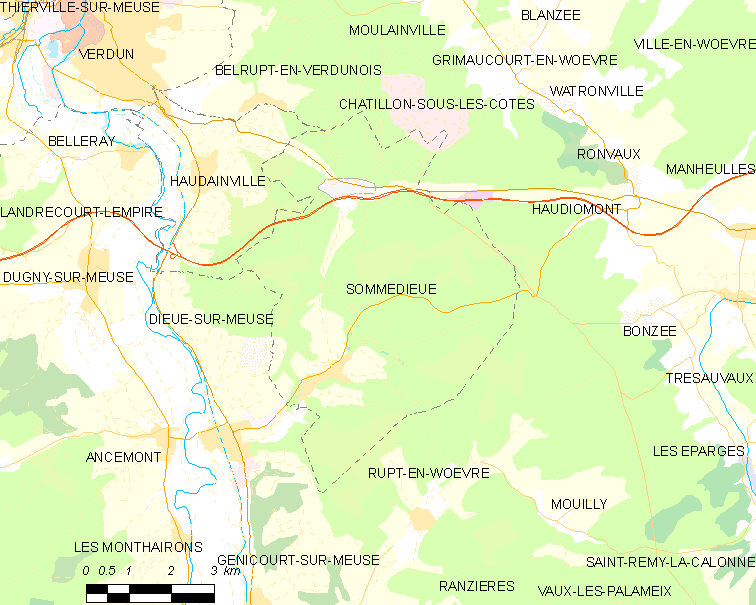
索姆迪约的OSM定位图

索姆迪约的时区为UTC+01:00、UTC+02:00（夏令时）。

## 行政
索姆迪约的邮政编码为55320，INSEE市镇编码为55492。

## 政治
索姆迪约所属的省级选区为默兹河畔迪约县。

## 人口

1962-2008年间索姆迪约人口变化图示

索姆迪约于2022年1月1日时的人口数量为959人。